# XHBCD-FM
XHBCD-FM o Hidalgo Radio es una estación de radio localizada en Pachuca de Soto, en el Estado de Hidalgo, México. Transmite en los 98.1 MHz de la banda de Frecuencia Modulada con 3.000 watts de potencia. A cargo del Gobierno del Estado de Hidalgo, a través del organismo denominado Radio y Televisión de Hidalgo.
El 60 % de la población hidalguense tiene acceso a la radio que patrocina el Gobierno Estatal, pues la audiencia potencial es de más de un millón de habitantes.

## Historia
En los años 1981-1987, se creó el canal de televisión local y la estación de radio del Gobierno del Estado y se mejoraron las redes carreteras de toda la entidad.
Su programación consiste principalmente de los contenidos culturales, políticos y de noticias. La mayoría de ellos producidos por la misma Radio y televisión de hidalgo. Cuenta con una estación repetidora: XHAPU-FM 106.9 MHz para el Altiplano Hidalguense.

## Hidalgo en red
La estación junto con otras estaciones, transmiten "Hidalgo en red", que son una serie de programas y noticias que transmiten de forma simultánea a determinado horario.
Amplitud Modulada
| Frecuencia kHz | Estación           | Nombre          | Ubicación del transmisor | Potencia kW |
| 1010           | XEHGO-AM/XECPHH-AM | Vocero Huasteco | Huejutla de Reyes        | 1d          |

Frecuencia Modulada
| Frecuencia MHz | Estación           | Nombre                    | Ubicación del transmisor | Potencia kW |
| 92.7           | XHCPDD-FM          | La Huasteca               | Huejutla de Reyes        | 3           |
| 94.1           | XHIND-FM/XHCPDZ-FM | La Voz de La Sierra Alta  | Tlancinol                | 3           |
| 91.1           | XHAWL-FM/XHCPDY-FM | La Voz de La Sierra Gorda | Jacala                   | 3           |

Fuera del Aire
| Frecuencia MHz | Estación | Nombre                                 | Ubicación del transmisor | Potencia kW |
| 91.7           | XHACT-FM | Radio Actopan                          | Actopan                  | 3           |
| 103.7          | XHHUI-FM | Radio Huichapan                        | Huichapan                | 3           |
| 94.9           | XHZG-FM  | Radio Mezquital (Combo Por La 96.5 FM) | Ixmiquilpan              | 6           |
| 96.5           | XHD-FM   | Radio Mezquital                        | Ixmiquilpan              | 5           |
| 98.1           | XHBCD-FM | Bella Airosa Radio                     | Pachuca de Soto          | 3           |
| 106.9          | XHAPU-FM | Altiplania Radio                       | Tepeapulco               | 0.25        |